# Gare de La Pauline-Hyères
La gare de La Pauline-Hyères est une gare ferroviaire française des lignes, de Marseille-Saint-Charles à Vintimille (frontière) et de La Pauline-Hyères aux Salins-d'Hyères. Elle est située sur le territoire de la commune de La Garde, dans le département du Var en région Provence-Alpes-Côte d'Azur.
Elle porte le nom de Hyères lorsqu'elle est mise en service en 1862 par la Compagnie des chemins de fer de Paris à Lyon et à la Méditerranée (PLM). Elle est renommée La Pauline-Hyères, en 1875, lors de l'ouverture de l'embranchement jusqu'à la ville de Hyères. Depuis 2021, Hyères ne fait plus partie du nom commercial de la gare pour éviter la confusion avec la gare de Hyères [réf. nécessaire] .
C'est une gare de la Société nationale des chemins de fer français (SNCF), desservie par des trains express régionaux TER Provence-Alpes-Côte d'Azur.

## Situation ferroviaire

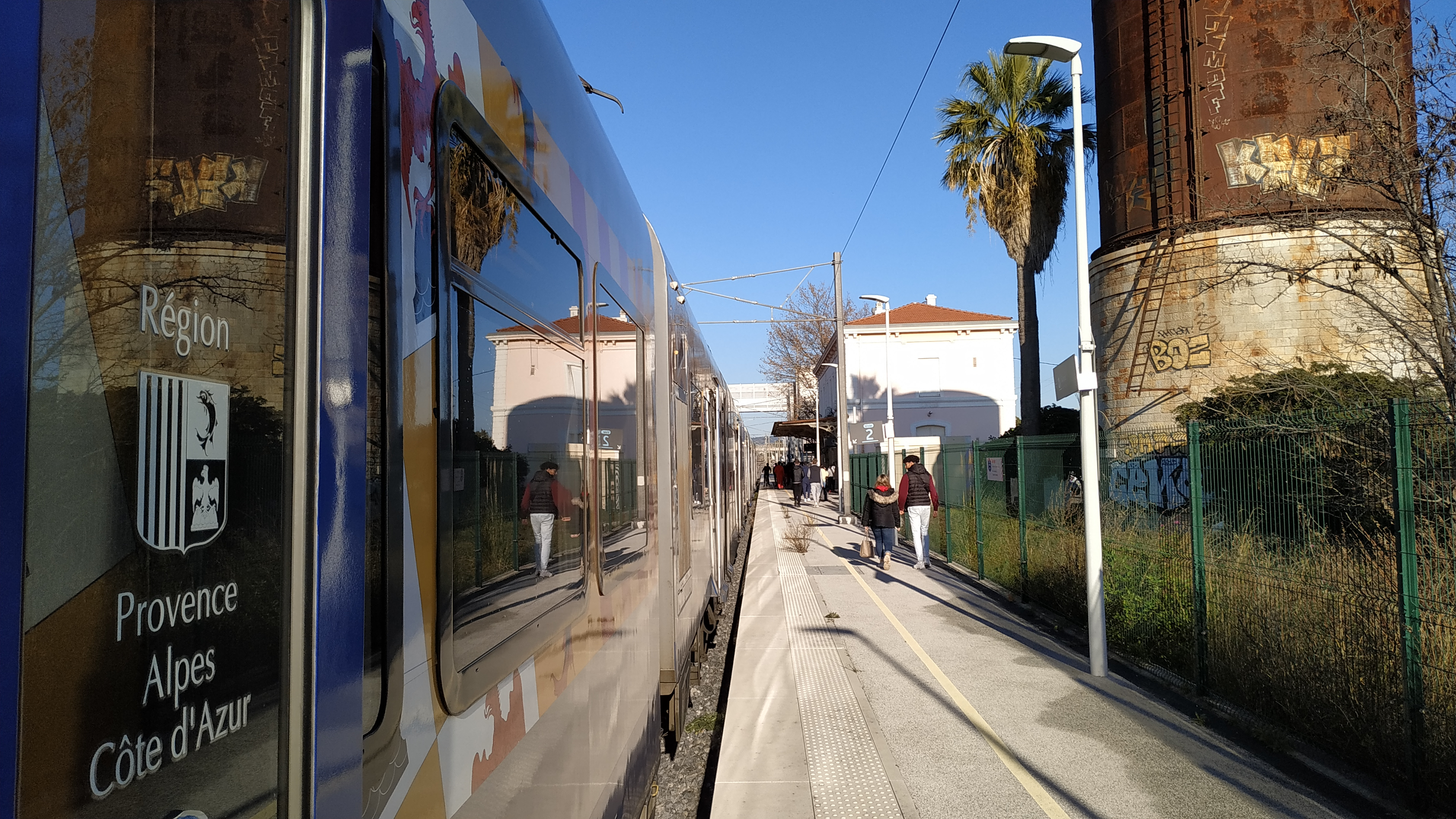
Un TER en gare de La Pauline-Hyères.

Établie à 36 mètres d'altitude, la gare de bifurcation de La Pauline-Hyères est située au point kilométrique (PK) 77,125 de la ligne de Marseille-Saint-Charles à Vintimille (frontière), entre les gares ouvertes de La Garde et de Solliès-Pont. En direction de Solliès, s'intercale la gare fermée de La Farlède.
Elle est également l'origine, au PK 0,000, de la ligne de La Pauline-Hyères aux Salins-d'Hyères avant la gare de La Crau qui précède la gare d'Hyères, qui est le terminus de la section exploitée de la ligne.

## Histoire
La « station de Hyères » est mise en service le 1er septembre 1862 par la Compagnie des chemins de fer de Paris à Lyon et à la Méditerranée (PLM), lorsqu'elle ouvre à l'exploitation la voie de Toulon à Les Arcs, première section de sa concession de Toulon à Nice. La station est établie loin de la ville et un embranchement est à l'étude pour faciliter sa desserte.
La gare est renommée La Pauline-Hyères, lorsqu'elle devient une gare de bifurcation avec l'ouverture de l'exploitation sur la section de La Pauline-Hyères à Hyères le 6 décembre 1875. Cet embranchement est prolongé jusqu'aux Salins-d'Hyères 10 juillet 1876.
Le 24 mai 1940 c'est l'arrêt des circulations voyageurs sur l'embranchement. Cette situation va durer plus de trente années, jusqu'au 23 mai 1971 date officielle du rétablissement des circulations de trains voyageurs jusqu'à la gare de Hyères.
En 2016, la gare a accueilli 61 193 voyageurs. Elle avait accueilli 59 197 voyageurs en 2015 et 64 814 voyageurs en 2014[réf. nécessaire].

## Service des voyageurs

### Accueil
Gare SNCF, elle dispose d'un bâtiment voyageurs, avec guichet, ouvert du lundi au samedi, fermé les dimanches et jours fériés. Elle est équipée d'automates pour l'achat de titres de transport TER.

### Desserte
La Pauline-Hyères est desservie par les trains TER Provence-Alpes-Côte d'Azur (lignes de Marseille aux Arcs - Draguignan en passant par Toulon et de Marseille à Hyères en passant par Toulon).
La gare de la Pauline-Hyères se trouve à : 10 minutes de Toulon, 50 minutes des Arcs - Draguignan, 10 minutes d'Hyères et 1 h 15 de Marseille.

### Intermodalité
Un parc pour les vélos et un parking pour les véhicules y sont aménagés.